# Arlene Sanford
Arlene Sanford ist eine US-amerikanische Filmregisseurin, Drehbuchautorin und Filmproduzentin.
Arlene Sanford begann ihre Filmkarriere 1980, als sie für die Fernsehserie Noch Fragen Arnold? für die Folge Valentine’s Day Retrospective das Drehbuch verfasste. Es folgten zahlreiche Fernsehserien und einigen Spielfilmen, bei denen Sanford Regie geführt hat. Darunter sind Produktionen wie Mann muss nicht sein, Eine wüste Bescherung und Meine Schwester Charlie unterwegs – Der Film.
Sanford wurde für ihre Arbeit an den von David E. Kelley produzierten Serien Ally McBeal 1999 und Boston Legal 2008 für zwei Emmy Awards für herausragende Regie nominiert.

## Filmografie
- 1986: Welcome Home (auch Drehbuch und Produktion)
- 1987: Mann muss nicht sein (1 Folge)
- 1987–1988: The Days and Nights of Molly Dodd (3 Folgen)
- 1987–1989: Duet (24 Folgen)
- 1988: Wunderbare Jahre (1 Folge)
- 1989: Inspektor Hooperman (2 Folgen)
- 1989–1990: Open House (6 Folgen)
- 1990–1992: Dream On (11 Folgen)
- 1991–1992: Alles total normal – Die Bilderbuchfamilie (19 Folgen)
- 1993: Alle meine Kinder (4 Folgen)
- 1993: The Second Half (4 Folgen)
- 1995: Pig Sty (5 Folgen)
- 1995–1997: The Naked Truth (6 Folgen)
- 1996: The Last Frontier (4 Folgen)
- 1997–2001: Ally McBeal (7 Folgen)
- 1998: Eine wüste Bescherung
- 2000: Gilmore Girls (1 Folge)
- 2000–2001: Malcolm mittendrin (2 Folgen)
- 2002–2003: Everwood (3 Folgen)
- 2003–2004: Rock Me, Baby (4 Folgen)
- 2004–2008: Boston Legal (4 Folgen)
- 2004–2010: Desperate Housewives (8 Folgen)
- 2005: Love, Inc. (3 Folgen)
- 2005–2006: Girlfriends  (2 Folgen)
- 2006: Women of a Certain Age
- 2006: More, Patience
- 2006–2007: The Game (2 Folgen)
- 2007–2010: Medium – Nichts bleibt verborgen (9 Folgen)
- 2009: Zwölf Männer für ein Jahr
- 2009–2010: My Boys (9 Folgen)
- 2010: The Untitled Michael Jacobs Pilot
- 2010–2016: Pretty Little Liars (9 Folgen)
- 2011: Meine Schwester Charlie unterwegs – Der Film
- 2014–2015: Nashville (2 Folgen)
- 2015: The Royals (2 Folgen)
- 2015–2016: Bones – Die Knochenjägerin (2 Folgen)
- 2016–2017: Grace & Frankie (4 Folgen)
- 2019: Pretty Little Liars: The Perfectionists (2 Folgen)
- 2019: Grand Hotel (1 Folge)
- 2020: Almost Family (1 Folge)